# Licornus atroluteus
Espèce
Licornus atroluteus est une espèce d'opilions laniatores de la famille des Ampycidae.

## Distribution
Cette espèce est endémique de la province de Santo Domingo de los Tsáchilas  en Équateur. Elle se rencontre vers San José de Alluriquín.

## Description
La femelle holotype mesure 5 mm.

## Systématique et taxinomie
Cette espèce a été décrite par Roewer en 1959.

## Publication originale
- Roewer, 1959 : « Neotropische Arachnida Arthrogastra zumeist aus Peru, IV. » Senckenbergiana biologica, vol. 40, p. 69–87.